# Khalid Sbai
Khalid Sbai (arab. خالد السباعي, ur. 3 kwietnia 1985 w Casablance) – marokański piłkarz, grający jako napastnik.

## Klub

### Do 2012 roku
Zaczynał karierę w Raja Casablanca. Do pierwszego zespołu przebił się w 2004 roku. 1 lipca 2005 roku został wypożyczony do Moghrebu Tétouan. 1 lipca 2008 roku zmienił klub na AS Salé. Natomiast rok później został zawodnikiem Hassanii Agadir.

### FAR Rabat
1 stycznia 2012 roku został zawodnikiem FAR Rabat za kwotę 230 tysięcy euro. W tym zespole 18 lutego 2012 roku w meczu przeciwko Raja Casablanca (porażka 3:1). Na boisku pojawił się w 60. minucie, zastąpił Mouhssine Abdelmoumena. Łącznie zagrał 3 mecze.

#### Olympique Khouribga
1 września 2012 roku został wypożyczony do Olympique Khouribga. W tym klubie debiut zaliczył 23 września 2012 roku w meczu przeciwko Wydad Casablanca (porażka 2:1). Zagrał cały mecz i dostał żółtą kartkę. Pierwszą asystę zaliczył 28 grudnia 2012 roku w meczu przeciwko FAR Rabat (przegrana 2:1). Asystował przy bramce Jamala Trikiego w 41. minucie. Łącznie zagrał 11 meczów i miał jedną asystę.

### KAC Kénitra
11 stycznia 2014 roku został zawodnikiem KAC Kénitra. W klubie tym po raz pierwszy wystąpił 9 lutego 2014 roku w meczu przeciwko Wydad Casablanca (1:1). Wszedł w 86. minucie, zastąpił Redouane El Karouiego. Łącznie zagrał 4 mecze. 1 sierpnia 2014 roku zakończył karierę.